# ソフトテニス
ソフトテニス（英語: Soft Tennis、中: 軟式網球 / 软式网球）は、2対2（計4人）または1対1（計2人）となりプレイヤー同士が中空の柔らかいゴム製のボールをネット越しにラケットで打ち合う、近代テニス（ローンテニス・硬式テニス）から極初期に分岐し発展した球技。
2対2（ダブルス）が主流で、日本を発祥として、主に東アジアを中心としたアジア圏でプレーされるが、近年は東欧でも定期的にトーナメントが開催されている。
軟式庭球（なんしきていきゅう、略: 軟庭）、軟式テニス（なんしきテニス）とも呼ばれている。
正式名称は、1992年の全面的なルール改定の際にソフトテニスとなった。

## 特徴
ソフトテニスは、テニス（硬式テニス）と同サイズのコートを使用し、テニスと似た形状の道具を用いる。
ボールは同じゴム製だがテニスはフェルトでカバーされている。
ソフトテニスのボールは軽く扱いやすいが、同時に風などの自然条件の影響を受けやすい。
また硬式テニスと比べるとスピンが容易である。しかしスピン過多だとしばしば不安定になる特徴がある。

### ダブルス中心に発展普及
ほぼダブルス中心の競技として発展してきたのがラケットスポーツとしては特異な点である。ダブルス中心での発展の過程でポジションの専門性（具体的には後衛、前衛のポジションを専門化し雁行陣形を用いる）が高くなったが、近年、オールラウンドプレーがおもに海外から流入、いわゆるダブルフォワードが台頭し、多様化が進んでいる。
一方で1990年代半ばにシングルスが正式採用され現在にいたる。第二次大戦前には明治神宮大会においてシングルスのルールが整備され実施されたが、連盟が分裂する騒動に発展。結局数年でシングルスは廃止。戦後は長らくダブルスのみのスポーツとなった。
1990年代半ばになって、国際普及での必要性が議論され、シングルスは独自ルールが立案され正式採用。国際大会においては1992年にジャカルタで開催された第二回アジア選手権において個人戦シングルスが行われたのが最初となる。翌1993年の東アジア競技大会（上海）では団体戦にも採用（上海大会には公開種目として参加）された。
国内では1994年に第1回の全日本シングルス選手権が天皇賜杯・皇后賜杯全日本ソフトテニス選手権（ダブルス）と同時開催された。

## 発生と歴史

### 伝来
ローンテニスがイギリスで発生したのは1874年（明治7年）であり日本へ伝わるのは早くて1878年（明治11年）といわれているが諸説ある。
表孟宏編による『テニスの源流を求めて』には数々の説が紹介されているが、どれが事実なのかは特定できていない。
なかでは明治政府の招きで1878年に来日したリーランド博士がアメリカから用具をとりいれて、赴任校である体操伝習所（1879年創設）で教えたという説が一般に広く知られている。しかし、これもそれを決定づける確たる証拠はないとされている（前書参照）。

### 普及
ただ遅くとも体操伝習所が廃校になる1886年頃にはゴムボールを使用したテニスが普及しつつあった。これはローンテニスのボールの国産が難しく、また輸入品も高価であったために、比較的安価であったゴムボールで代用した、と伝えられる。
1885年に下村秦大編『西洋戸外遊戯法』、坪井玄道・田中盛業編集による『戸外遊戯法』という本が出版されているが、これらが日本語によるテニスのルールの最初のものとされる。
1886年に体操伝習所は廃校となったが東京高等師範学校（東京高師、後の東京教育大　現筑波大）に体育専科がおかれ、リーランドの帰国後、体操伝習所において彼の後任主任教員であった坪井玄道が教師に赴任、テニスの指導をおこなう一方で、三田土ゴム（のちのアカエム）にゴムボール製造を委嘱して、普及に尽力した。

### ボールの国産化〜黄金時代
三田土ゴムは1890年（明治23年）に製造を開始。日本国産球が完成したのが1900年。1908年には特許を取得している。
東京高師の卒業生は1887年頃から全国に教員として赴任していくが、ボールの国産化はそれと同時に進行していき、ゴムボールをつかったテニスは全国に普及していくこととなった。
1898年（明治31年）、東京高師と東京高等商業学校（東京高商　現一橋大）の間で対抗試合が行われる。これが日本で最初の対抗戦といわれる。以後、両校は毎年対抗戦を行っている。
1902年（明治35年）に東京高師は関西に遠征、さらに高師主導で東京の大学12校による連合庭球大会を開催。いわゆる大会事始めである。この大会は以後、毎年開催されている。
1904年（明治37年）、東京高師、東京高商、早稲田、慶応の4校の代表が集まりルールを制定。まだまだ不備な点が多々あったものの、これが日本人が制定したテニスルールの最初のものとされる。これ以前は翻訳されたルールをそのまま流用していた。
1908年（明治41年）大阪毎日新聞社の主催で中等諸学校連合大会（通称浜寺大会）が開催される。これはインターハイの前身となる。
明治期後半に、学校対抗の団体戦が日本全国で盛んに行われ、最盛期を迎える。

### 慶応硬式転向
1913年（大正2年）に慶應大学庭球部が突如硬式テニスへの転向を宣言。当初追随するところはなかったが熊谷一弥や清水善造が欧米で輝かしい成果をだしたことで機運がたかまり、1920年にいたり東京高師、東京師範、早稲田、明治、東京帝大等は続々硬式転向を宣言。
しかし、一方で実業団チーム、社会人クラブは軟式テニスを採用。また女子でも盛んになる。また地方では依然として軟式が隆盛を極めた。
1920年、烏山隆夫により準硬球が考案される。これは硬式への転向を容易にするという意図があり、1926年には全国中等学校準硬球大会（前述の浜寺大会）が開催されるほどになったが、その普及度はほぼ関西にとどまり、昭和初期には姿を消した。

### 日本軟球協会の成立と全日本選手権創立
1922年（大正11年）東京における八大倶楽部により東京軟球協会が設立され、倶楽部によるリーグ戦を創設開催、その成功を経て全日本選手権（現在の全日本ソフトテニス選手権大会）を時事新報社の後援を得て開催された。
1924年（大正13年）4月　東京軟球協会は日本軟球協会と改称され、以降さまざな全国大会を主催、また指導者を全国に派遣し普及活動を行なうようになる。会員は倶楽部若しくは学校庭球部を単位とし会費を徴収し、庭球に関する研究や発表、ランキングの作成、その他庭球界一切の事業をこころみることを目的とした。

### 明治神宮大会の混乱　組織の分裂騒動をへて再スタート
1925年（大正14年）より明治神宮競技大会に参加した。参加にあたりルール改正（神宮ルール　ダブルスでサービスの交代の義務化、及びシングルスの導入）を余儀なくされ混乱することとなり、大正15年12月に至っては従来の日本軟球協会（従来ルール派）と全日本軟式庭球連盟（神宮ルール派）の二団体に分裂する事態にまで発展する。
1928年に二団体は日本軟球連盟として統一され、1933年に日本軟式庭球連盟が創立された。しかし、1931年に神宮問題が再び起こり、翌1932年に同名の別団体が創立され、旧ルールによる全日本選手権が開催されることになった。関西や関東でも別派の動きがあり4裂の様相を呈した。1933年に入り二つの日本軟球連盟が和解し、日本軟式庭球連盟が成立された。同時に明治神宮ルールが廃され旧ルールに統一された。

### 第二次黄金時代　伊勢神宮奉納大会創設　体協に加盟
1934年には新連盟成立を契機として『伊勢神宮奉納大会』を創設、第一回大会には台湾、樺太、青島の外地勢の参加し9種目1600人の参加を得て8日間に渡り開催される。1935年新連盟は日本庭球連盟と改称。
1936年アメリカよりチルデン、バインズが来日し、それに伴い彼らを招いての軟式庭球のデモンストレーションを行った。（10月27日田園調布読売コート）
1939年に日本庭球連盟は大日本体育協会に加盟し、同時に連盟は日本軟式庭球連盟と改称された。
1940年には東京と関西でおこなわれた紀元二千六百年奉祝東亜競技大会に参加、これは初の国際大会といわれる。この頃は奥川辰雄によって第二次黄金時代とされている。

## ソフトテニスの国際普及活動と国際大会の変遷
- 1955年に日本・韓国・台湾の3カ国によって「アジア軟式庭球連盟」が設立。同連盟により1956年-1973年に3カ国対抗によるアジア選手権[注 16]を開催。
- 1970年、日米軟式庭球普及連絡協議会発足。これはアメリカンスクールとの連絡機関であり、中学生の日米親善試合を実現。
- 1972年、アメリカ・ハワイ州にハワイ軟式庭球連盟が設立。同時に州選手権を開催。ハワイ州公立高校の学校体育正科種目として採用[注 17]。
- ハワイ軟式庭球連盟が設立の前後、台湾（中華民国網球協会）の尽力により香港軟式網球協会が発足。ブラジル、ベネズエラでも軟式庭球協会が設立[2]。
- 1974年6月、第1回日米高校親善大会開催[注 18]。
- 1974年、国際軟式庭球連盟創立[注 19]。
- 1975年、第1回世界軟式庭球選手権（現世界ソフトテニス選手権）が国際軟式庭球連盟主催、日本軟式庭球連盟主管のもと、アメリカ合衆国ハワイ州にて開催された。[注 20]
- 1977年、第2回世界選手権が中華民国（台湾）台中市で開催。六カ国が参加
- 1970年代後半には欧州およびアフリカ大陸（ザイール等）への普及活動が開始された。
- 1978年10月、アメリカ西海岸で日本連盟[注 21]が普及活動。これが初の米国本土上陸となる。おもに高校、大学でエキシビション、デモンストレーションを行う
- 1979年、第3回世界選手権[3]が韓国テグ市で開催。
- 1979年、ナショナルチームが渡米しカリフォルニアでデモンストレーションを行った。
- 70年代に始まった欧州への普及活動[注 22]は現在も東欧を中心に継続、ヨーロッパソフトテニス連盟も設立され、ハンガリー、チェコ、ポーランド等で定期的にトーナメントが開催されている[4]。
- 1981年、第4回世界選手権がアメリカ・ハワイ州ヒロ市で開催。日本連盟主管大会、初の日本開催が期待されたが、台湾問題で断念、第1回大会につづきハワイでの開催となった。
- 1982年12月、第1回アジア学生選手権[注 23]が中華民国（台湾）台南市で開催。
- 1983年、第5回世界選手権が台灣台中市で開催。日本男子が韓国に敗れ、初めて団体王座を明け渡す。
- 1984年11月、第2回アジア学生選手権が韓国テグ市で開催。
- 1985年、世界選手権が日本国内（名古屋市愛知県立体育館）で初開催（第6回世界選手権）。懸案だった台湾問題は台湾側が譲歩し中華民国ではなく、IOC方式に従い中国台北[注 24]チャイニーズタイペイ）[5]として参加。男子ではその台湾が団体優勝、個人戦でベスト４を独占で完全優勝を達成。
- このころアジア競技大会種目入りを目標として、アジア諸国への普及活動が盛んに行われる。
- 1986年11月、第3回アジア学生選手権が東京（駒沢体育館）で開催。
- 1986年、ブラジル・サンパウロで国際大会が開催され、アメリカ（ハワイ州選抜）、カナダ、ドミニカ共和国、パラグアイ、日本、ブラジルの6カ国が参加。
- 1987年、第7回世界選手権が韓国・ソウル市で開催。
- 1988年2月、アジアソフトテニス連盟（ASTF）が創立[注 25]
- 1988年、ASTFがOCA（アジアオリンピック評議会）に加盟。
- 1988年、第1回アジアソフトテニス選手権が名古屋市で開催[注 26]。
- 1989年、第8回世界選手権が台湾で開催予定だったがキャンセル。
- 1990年、第11回アジア競技大会が北京で開催。ソフトテニスは公開種目として参加[注 27]。
- 1991年、第9回世界選手権が韓国・ソウル市で開催。この大会以降4年毎の開催となる。
- 1992年、第2回アジアソフトテニス選手権がインドネシアジャカルタで開催。この大会で初めてシングルスが導入された（個人戦のみ）。
- 1993年、第1回東南アジア選手権がタイ・バンコクで開催。
- 1993年、第1回東アジア競技大会が上海で開催。当初、ソフトテニスは種目ではなかったが、急遽公開種目として参加。団体戦のみが競技された。競技方法は3ダブルス2シングルスが採用され、2002年アジア競技大会まで踏襲されることになる。
- 1994年、広島市で第12回アジア競技大会（ASIAN GAMES）が開催され、ソフトテニスは正式競技として初参加[注 28]
- 1995年、第10回世界選手権大会が岐阜で開催（5種目[注 29]）
- 1996年、第3回アジア選手権大会がタイ・バンコクで開催
- 1997年、第2回東アジア競技大会（釜山）に正式競技として参加（団体、ダブルス、シングルス）。
- 1998年、第13回アジア競技大会（バンコク）の正式競技として参加（団体、ダブルス）。
- 1999年、第11回世界選手権大会が台湾林口で開催（ミックス以外の6種目）
- 2000年、第4回アジア選手権大会が佐賀で開催（ミックス以外の6種目）
- 2001年、第3回東アジア競技大会（大阪）に正式競技として参加（ミックス以外の6種目）
- 2002年、第14回アジア競技大会（釜山）の正式競技として参加。ミックスダブルス、男子シングルス、女子シングルスが追加され計7種目に。以後これが各種国際大会で継承される。
- 2003年、第12回世界選手権大会が広島で開催。団体戦が2ダブルス1シングルスに。以降これが踏襲される。[注 30]（7種目。この大会よりシングルスが現行ルールになった）
- 2004年、第5回アジアソフトテニス選手権がタイ・チェンマイで開催（ハードコート。7種目）
- 2005年、第4回東アジア競技大会（マカオ）に正式競技として参加（ハードコート。ミックスを除く６種目）
- 2006年、第15回アジア競技大会（ドーハ）に正式競技として参加（ハードコート。7種目）。
- 2007年9月、第13回世界選手権が韓国・安城で開催。42カ国・地域が参加。史上最大の大会となった。
- 2008年、第6回アジアソフトテニス選手権が韓国・聞慶で開催（7種目）
- 2009年にはユースのための年齢別[注 31]国際大会である国際ジュニアソフトテニス大会（INTERNATIONAL JUNIOR SOFT TENNIS TOURNAMENT）[注 32]がスタート。第1回大会が四日市市で12月に開催された[注 33]
- 2009年、第5回東アジア競技大会が香港で開催されたが、ソフトテニスは競技種目から除外
- 2010年、第16回アジア競技大会（広州）に正式競技として参加（7種目）。
- 2011年、第14回世界選手権が韓国・聞慶で開催。
- 2011年、東南アジア[注 34]のオリンピックである東南アジア競技大会に正式競技として参加（第26回東南アジア競技大会SEA GAMES）。
- 2012年、第7回アジアソフトテニス選手権が台湾・嘉義で開催（7種目）
- 2013年第5回東アジア競技大会（天津）に正式競技として参加（7種目）
- 2014年第17回アジア競技大会（仁川）に正式競技として参加（7種目）。
- 2014年11月、第2回世界ジュニア選手権[注 35]がインドで開催。
- 2015年、第15回世界選手権がインド・ニューデリーで開催（7種目）。
- 2016年、第8回アジアソフトテニス選手権が蘇我（千葉市）で開催[注 36]
- 2018年、第18回アジア競技大会（インドネシア　ジャカルタ／パレンバン）に正式競技として参加[注 37]。
- 2018年11月、第3回世界ジュニア選手権[注 38]が韓国順天市で開催。
- 2019年第1回東アジアユースゲームズ[注 39]が台湾・台中で開催予定だったが中止[注 40]
- 2019年8月、第1回アジアジュニア選手権[注 41]がフィリピン・ケソンで開催。
- 2019年9月、第1回アジア大学選手権[注 42]がフィリピン・ケソンで開催。
- 2019年10月、第16回世界選手権が中国大陸（浙江省台州市）で初めて開催。
- 2019年、東南アジア競技大会に正式競技として参加（第30回東南アジア競技大会SEA GAMES）。第26回大会につづく2度目の参加。
- 2020年、第9回アジアソフトテニス選手権がタイ・チェンマイで開催予定だったが、コロナウイルスの影響で1年延期[6]。
- 2023年5月東南アジア競技大会に正式競技として参加（第32回東南アジア競技大会SEA GAMES）。第30回大会につづく3度目の参加[注 43]。。
- 2023年、第19回アジア競技大会（中国浙江省杭州市）に正式競技として参加[注 44]。
- 2024年9月、第17回世界ソフトテニス選手権が韓国・安城で開催。31カ国・地域が参加。
- 2024年11月、第4回世界ジュニア選手権[注 45]が中国で開催。

## 日本での現況
1970年代『軟式テニスは中学・高校などで最も人気のあるスポーツである』とされていた。現在は、日本において約60万人の競技人口（登録者）が存在する。また日本ソフトテニス連盟は約700万人の愛好者がいると概算している。しかしながら、一般的にも愛好者の意識のなかでもマイナー感が極めて強いのもまた事実である。原因としては、オリンピック種目ではないこと、長らく日本国内にプロ選手が存在しなかったこと、学校体育（中学、高校）が中心であると認識されていること、1980年代から急速に日本においても大衆化したテニス（硬式テニス、ローンテニス）の影響が考えられる。

## ルール
ダブルスとシングルスがある。
1. 試合に先立ってトス[注 50][注 51]を行う。[注 52]
2. サーバーはコートより外側、センターマーク[注 53]とサイドラインの仮想延長線の間から、ネットより向こう側、相手コートの対角線上のサービスエリアでバウンドするようにボールを打つ[注 54]。レシーバーはサーブされたボールが2回バウンドする前に相手コートに打ち返し、お互いにラリーを続ける。次のようなときに相手に1点が入る。
  - サーブを二回連続でフォルト（ミス）したとき（ダブルフォルト）
  - サーブをするときに、ベースラインより内側でサーブを打つ(フットフォルト)
  - サーブされたボールがバウンドする前にレシーバーが触れたとき（ダイレクト、レシーバー側の失点）
  - 相手の打ったボールが自分のコートで連続2回バウンドしたとき（ツーバウンズ）
  - 自分の打ったボールの1回目のバウンドが、相手のコート外だったとき（アウト）
  - 自分の打ったボールの1回目のバウンドが、自分のコート内だったとき
  - ラケット以外の部位がボールに触れたとき（ボディータッチ）
  - 打ったボールがアンパイヤーに命中したとき
  - 相手コート内でボールに触れたとき（ネットオーバー）
  - ラケットが手から離れてボールに当たったとき(インターフェア)
  - ボールがネットにかかったとき（ネットの裂目や隙間をすり抜けた場合(スルー)
  - プレー中に体かラケットがネットに触れたとき（ネットタッチ）（プレーヤーが身に着けていたものが地面に落ちる前に触れた場合も含む）
  - プレー中に体かラケットが審判台、アンパイヤーに触れたとき（タッチ）
  - ボールがラケットのフレームに当たったとき（チップ）
3. 得点は、ゼロ、ワン、ツー…と数える。先に4点を取った方が1ゲームを取得する。ただし、ポイントが3-3になるとデュースとなり、その場合にゲームを得るには、相手に2点差をつける必要がある。デュースの後の数え方は、サーブ側がポイントを取るとアドバンテージ・サーバー、レシーブ側がポイントを取るとアドバンテージ・レシーバーとなる。カウントコールはサーバー側が先となる。2-2等両者の得点が同じ場合は、3-3以外は「○○オール」[注 55]と言う数え方をする。3-3は前記の通り。但し2回目のデュースでは「デュース アゲイン」とコールをする。
4. 総ゲーム数の過半数ゲーム（5ゲームマッチなら3ゲーム、7ゲームマッチなら4ゲーム、9ゲームマッチなら5ゲーム）先取すると勝ちとなる。ゲームカウントが2-2（5ゲームマッチの第5ゲーム）3-3（7ゲームマッチの第7ゲーム）あるいは4-4（9ゲームマッチの第9ゲーム）になったときは、7ポイント先取のファイナルゲームを行う。ポイントが6-6の場合はデュースとなり、相手に2点差をつけると、そのマッチの勝者となる。偶数ポイント目の決着後にコートサイドやサーブ（サーバーペア）を交代する。（最初の2ポイントでサイドとサーブを交代し、以降4ポイント毎にサイド、2ポイント毎にサーブを交代）

シングルスは1993年より正式に導入された。このとき採用されたルールは現在のそれとはおおきく異なり、コートの左右半面を使用するというもの。発足当初から疑問の声があがっていたが、2003年の世界選手権よりルールが改定。硬式テニスのシングルスと同サイズのコートで競技されることになった。ネットの高さなどはダブルスと同様である。
ダブルスのルールは1993年に大きな変更が見られた。1993年のルール改定では、主に「ポジションの制約」というルールが加えられた。レシーバー以外のプレーヤーはインプレー前にコートに入ってはいけない、とするもの。加えて、2ポイント毎にペア同士でサーバーを交代することとなった。またファイナルゲームでのタイブレークシステムが採用。当然サービスサイドの交代もとりいれられ、永年の不公平がようやく解消された。
2004年にはマイナーチェンジがあり、サービス時のポジションの制約がなくなった。

## 用具・施設
日本国内で日本ソフトテニス連盟主催の大会（あるいはそれに準ずる大会）に出場するには基本的に日本ソフトテニス連盟公認用具を使用しなければならない。（公認用具はラケット、ボール、ウエア（ユニフォーム）、ストリングス、シューズ）

### ラケット
棒状のグリップの先が輪になっており、そこ（フレーム）にストリングを張り使用する。長さ約70センチ前後、重さは200〜320グラム程度。

### ボール
空気の入ったゴム製のボールを使用する。色は原則として白色で、直径は6.6センチメートル、重さは30グラム〜31グラム。コート内において、ボールの下端が1.5メートルの高さから落として、70〜80センチメートルバウンドするもの。

### 空気入れ
ボールの空気圧を調整するためのもの。これを使いバウンドの調整を行う。

### コート
ソフトテニスコートの規格について、日本ソフトテニス連盟は次のように定めている。
- 縦23.77メートル、横10.97メートルの長方形とし、区画するラインの外側を境界とし、中央をネットポストで支えられたネットで二分する。競技規則第5条
- コートのラインは原則として白色で、幅は5センチメートル以上、6センチメートル以内。ただしベースラインの幅は5センチメートル以上、10センチメートル以内。競技規則第7条
- ネットポストの高さは1.07メートル競技規則第10条。ネットの高さは1.07メートル。これを張ったときの高さはサイドライン上から1.07メートルで、水平に張る。競技規則第12条

コートのサーフェス（表面）は、屋外コートではクレー（土、含アンツーカー）、砂入り人工芝、ハード（全天候型ケミカル）等。屋内コートでは、木板（フローリング）、砂入り人工芝、硬質ラバー、ケミカル等がある。

### ネット
原則1.07メートルのネットを使用する。硬式テニスとは異なり、高さは均一の保持される。したがってセンターストラップ（センターベルト）は使用しない。

## 服装
国内の試合において、着用する服装はルールにより日本ソフトテニス連盟公認メーカーが定められている。以前は白を基調（ルールで定められていた）としたものだったが、近年はカラフルなものが主流である。

## ソフトテニス用語
クロス
コート対角線のこと。右対角線を正クロス（順クロス）、左対角線を逆クロスという。単にクロスという場合は正クロス（順クロス）を指すことが多い。
ミドル（センター）
コートの真ん中（センターマーク付近）に打つこと。あるいはダブルスにおいて対手の間に打つこと。
ストレート
サイドラインの平行線となるコースを指す。いわゆるダウンザライン。
しぼる
順クロスにおいてライン上に鋭角に打つこと（右利きの場合）。
ながす
右方向に打つこと（右利きの場合）。
グリップ
ラケットのハンドル部分の呼称だが、単にグリップと言う時、慣例的にその握り方を指すことがほとんど。
ウエスタングリップ
地面と水平に置いたラケットを真上から握って持ち上げた握り方。ソフトテニスのグラウンドストローク、及びボレーにおける標準的なグリップになる。
イースタングリップ
ラケットフェースを地面と直角になるようにセットし、握手するように握る。あるいはラケットフェースに手のひらをあてそのままグリップ位置までずらし握る。ラケットフェースと手のひらの角度が同じになる
コンチネンタルグリップ
ラケットエッジを刃に見立てた、いわゆる、包丁握り。サービスやスマッシュ、あるいは難球処理等で用いる。
グラウンドストローク
ワンバウンドで打つストローク。バックハンドとフォアハンドがある。
トップストローク（トップ打法とも。トップ打ち、あるいは単にトップと呼んだりもする）
肩の高さあるいはその上で打球されるグラウンドストローク。
サイドストローク
腰くらいの高さで打球するグラウンドストローク。水平打法、レベルスイングと呼ばれることも。
アンダーストローク
膝から下で打球するグラウンドストローク。
ネットプレー
前陣、つまりコート半ばからネット際でのボールの処理。ノーバウンドでのプレーが多くなる。攻撃の要。
ボレー
ボールがバウンドする前に直接打つ事。中でも高い打点をハイボレー、低い打点をローボレーと言う。
スマッシュ
ボールを上や横、斜めから叩き込むように強く打つこと。語源は「打ち砕く」。ソフトテニスにおいて最も威力の出るショット。
ハーフボレー
ショートバウンドのボールの処理を指す。
サービス
プレーをはじめるにあたっての第一打。一度ミス（フォルト）してももう一度打つ事ができる。(セカンドサービス)
ダブルフォルト
サーブを一度ミスすることをフォルトという。そして、もう一度サーブを打ってミスすることをダブルフォルトという。ダブルフォルトをすると、失点となり相手の点となる。
フラットサービス
回転（スピン）をかけずに打ち込むサービス。最も速いサービス。
トップスピンサービス
ボールに順回転（トップスピン）をあたえて打つサービス。フラットサーブに比して威力は減じるがスピンをあたえることでコントロール性が高くなる。
リバースサービス
ボールに左回転をあたえて打つサービス。
スライスサービス
ボールに右回転をあたえて打つサービス。打点の高さによりトップスライスサーブ、サイドスライスサービスと区別される場合がある。
カットサービス
ボールに鋭角にラケットフェースを当て、切る（カット）ように打たれるサーブ。ファーストサーブとして強烈に打たれるものから、セカンドサーブとして用いられる比較的ゆるいサーブまでさまざまなバリエーションがある。
スピン
ボールの回転のこと。
トップスピン
順回転のこと。
アンダースピン。
逆回転のこと。
サイドスピン
横回転のこと。
ベースラインプレー
後陣、つまりベースライン付近でのボールの処理。グラウンドストロークが中心。
ロビング
主にグラウンドストロークにおいて高い軌道をとる打球のこと。ロブともいう。
中ロブ
ロビングとシュートの中間の打球。半ロブとも。
シュート
コートとほぼ平行で、ネットすれすれの高さに飛ぶボールのこと。シュートボールともいう。強く打つため、攻撃的なボール。基本的にドライブかフラットである。
ドライブ
ソフトテニスではトップスピン（順回転）をかけるボール。
フラット
ほぼボールに回転をかけず強打するボール。
ツイスト
短く鋭角に打つボール。ショートクロス。ドロップショットの一種、

## 審判用語
レディ（ready）
マッチ開始前の練習をやめさせ、プレーヤーを位置につかせるコール
プレーボール（play ball）
マッチ開始を告げるコール
チェンジサイズ
奇数ゲームが終了した時、サイドを交代し、サービスを相手方と交代することを命ずるコール（競技規則第32条）
チェンジサービス
偶数ゲームが終了した時、サービスの交代を命ずるコール（競技規則第32条）
インターフェア
インプレー中において、明らかにゲームの妨害、反則になる行動もしくは発言あったときコールされる。失点並びにイエローカードとなる。
フォールト（競技規則第23条及び25条）
サーブが自分と反対側の相手側の内コートに入らなかった場合、このコールをする。一回のサーブで2度フォルトになるとダブルフォールトとなりサーバー側が失点する。
レット
サービスをやり直させるコール。ファーストサーブからの場合はツーモアサービス、セカンドサーブからの場合はワンモアサービス。
リタイアメント
棄権を宣告するコール（競技規則第３９条）

## 主な大会

### 国際
- 世界ソフトテニス選手権
- アジアソフトテニス選手権
- アジア競技大会
- 東南アジア競技大会

### 国際（ユース）
- 世界ジュニアソフトテニス選手権
- アジア大学ソフトテニス選手権
- アジアジュニアソフトテニス選手権
- 東アジアユースゲームズ(East Asian Youth Games)[注 70]
- 日・韓・中ジュニア交流競技大会

### 日本国内
- 全日本ソフトテニス選手権大会[注 71][注 72]
- 全日本シングルスソフトテニス選手権
- 全日本インドアソフトテニス選手権[注 73]
- 全日本ミックスダブルス選手権大会[注 74]
- 東日本ソフトテニス選手権[注 75]
- 西日本ソフトテニス選手権

- 国民スポーツ大会（国スポ）[注 76][注 77]
- 全国健康福祉祭[注 78][注 79]
- 平和カップひろしま国際大会

インドア
- 東京インドア全日本ソフトテニス大会[注 80]
- 全日本女子選抜[注 81]
- 全日本社会人学生対抗[注 82]

社会人
- 全日本実業団ソフトテニス選手権[注 83]
- ソフトテニス日本リーグ[注 84][注 85]
- 全日本社会人ソフトテニス選手権[注 86]
- 全日本シニアソフトテニス選手権[注 87]
- 全日本クラブ選手権

#### ユース
- JOCCUP 全日本ジュニア[注 88]
- ジュニアジャパンカップ  競技者育成プログラム（Step-4）

##### 大学
- 全日本学生ソフトテニス大会（インカレ）[注 89]
- 全日本大学ソフトテニス王座決定戦[注 90]
- 全日本学生インドア大会[注 91]

##### 高校
- 全国高等学校総合体育大会（インターハイ）[注 92]
- 全日本高等学校選抜ソフトテニス大会[注 93]
- アゼリアカップ高校選抜ソフトテニス国際大会[注 94][注 95]
- ハイスクールジャパンカップ[注 96][注 97]

##### 中学校
- 都道府県対抗全日本中学生ソフトテニス大会[注 98]
- 全国中学校ソフトテニス大会

##### 小学生
- 全国小学生ソフトテニス大会

### かつて行われていた主な大会
- 東アジア競技大会

1993年上海大会では公開競技、1997年釜山大会、2001年大阪大会、2005年マカオ大会では正式種目、2009年香港大会では正式種目から外れた。2013年天津大会では正式種目として復帰。同大会はその2013年天津大会をもって終了、東アジアユースゲームズとして再スタートすることになった。
- 亜細亜軟式庭球選手権大会

1955年から1973年までほぼ隔年毎に9回開催された日本、韓国、中華民国（台灣）による3か国対抗。国際ソフトテニス連盟の設立にあわせて発展的に解消された。
- アジア学生選手権

1982年から1997年まで隔年毎に3回開催された中華民国（台灣）韓国、日本。による3か国対抗による学生大会。プロケネックス社のスポンサードを得て台灣主導で起ち上がった。
- 日本リーグ

1975年ナショナルチーム発足され、その翌年チーム員による大会として立ち上がったナショナルチームによる個人戦である。4組づつに分かれ、総当たりのリーグ戦、上位2チーム計4組による決勝大会、と年3回開催された（後に1回）。団体戦の日本リーグ創設にともないジャパンカップと改名。
- 明治神宮競技大会

現在の国体の前身大会にあたる。
- マッカーサー元帥杯スポーツ競技会
- 全日本教員選手権大会
- 実業団女子日本リーグ

1975年にスタートした現在の日本リーグの前身大会。１０年間開催され日本リーグに移行した。女子実業団のトップ８チームが選抜。３ダブルス点取り形式が採用されている。12月に東京体育館で開催。東京連盟とアパレルメーカー東京スタイルの共催。
- 全日本少年少女軟式庭球選手権大会

昭和45年スタート。現在の全日本中学の前身大会にあたる。